# Na skraju jutra (powieść)
Na skraju jutra (jap. All You Need Is Kill) – light novel autorstwa Hiroshiego Sakurazaki z ilustracjami Yoshitoshiego ABe. Po raz pierwszy została opublikowana w 2004 roku nakładem wydawnictwa Shūeisha. Jej polskie tłumaczenie wydało w 2014 roku wydawnictwo Galeria Książki, wraz z premierą filmu na jej bazie pod tym samym tytułem. Jest młodzieżową książką z gatunku science fiction, której głównym bohaterem jest młody rekrut, Keiji Kiriya.
Na podstawie książki powstała także manga zilustrowana przez Takeshiego Obatę, która była publikowana na łamach magazynu „Shūkan Young Jump” wydawnictwa Shūeisha od stycznia do maja 2014. Polski przekład ukazał się nakładem wydawnictwa Japonica Polonica Fantastica.
W marcu 2025 zapowiedziano powstanie adaptacji w postaci filmu anime. Za jego animację odpowiada Studio 4°C, natomiast premiera odbyła się w czerwcu 2025 podczas Międzynarodowego Festiwalu Filmów Animowanych w Annecy.

## Fabuła
Obcy zesłali na Ziemię stworzenia, które mają przygotować ją do zamieszkania przez nich i tym samym wybić całą ludzkość. Mimiki atakują Ziemię, a jej mieszkańcy stawiają opór.
Keiji Kiriya jest młodym rekrutem, który dopiero co dołączył do armii Zjednoczonych Sił Zbrojnych. Podczas swojej pierwszej bitwy zostaje zabity, ale z niewyjaśnionych przyczyn budzi się następnego ranka. Sytuacja powtarza się kilkukrotnie, a Keiji odkrywa, że wpadł w pętle czasu. Jednocześnie jego żołnierskie umiejętności rosną z każdym powtórzonym dniem.
Po kilkudziesięciu pętlach zdaje sobie sprawę, że jego los jest podobny do losu Rity Vrataski, wybitnej wojowniczki, która zabija mimiki toporem, a nie bronią palną. Rita pomaga mu w szkoleniu.

## Bohaterowie
- Keiji Kiriya (jap. キリヤ・ケイジ Kiriya Keiji)

Seiyū: Natsuki Hanae 
- Rita Vrataski (jap. リタ・ヴラタスキ Rita Vuratasuki)

Seiyū: Ai Mikami 
- Shasta Raylle Carter (jap. シャスタ・レイル・カーター Shasuta Reiru Kātā)

Seiyū: Kana Hanazawa 
- Rachel Kisaragi (jap. レイチェル・キサラギ Reicheru Kisaragi)

Seiyū: Hiccorohee 
- Yonaval Jin (jap. ヨナバル・ジン Yonabaru Jin)

Seiyū: Mo-Junior High School 

## Light novel
Oryginalna powieść, napisana przez Hiroshiego Sakurazakę i zilustrowana przez Yoshitoshiego ABe, została po raz pierwszy opublikowana przez wydawnictwo Shūeisha pod imprintem Super Dash Bunko 18 grudnia 2004. Jej reedycja ukazała się 19 czerwca 2014.
Polski przekład ukazał się 4 czerwca 2014 nakładem wydawnictwa Galeria Książki.

## Manga
Adaptacja w formie mangi ukazywała się w magazynie „Shūkan Young Jump” od 9 stycznia do 29 maja 2014. Za scenariusz odpowiadał Ryōsuke Takeuchi, natomiast ilustracje wykonał Takeshi Obata. Wydawnictwo Shūeisha zebrało rozdziały mangi w dwóch tomach w formacie tankōbon, opublikowanych 19 czerwca 2014.
W Polsce seria została wydana przez wydawnictwo Japonica Polonica Fantastica.
| Nr | Język japoński  | Język japoński         | Język polski     | Język polski           |
| Nr | Data wydania    | ISBN                   | Data wydania     | ISBN                   |
| -- | --------------- | ---------------------- | ---------------- | ---------------------- |
| 1  | 19 czerwca 2014 | ISBN 978-4-08-880125-4 | 15 września 2014 | ISBN 978-83-7471-443-3 |
| 2  | 19 czerwca 2014 | ISBN 978-4-08-880126-1 | 15 grudnia 2014  | ISBN 978-83-7471-444-0 |

## Film live action
Na podstawie light novel powstał amerykański film aktorski z 2014 roku. Reżyserem został Doug Liman, a za produkcję odpowiadały wytwórnie Warner Bros. i Village Roadshow. W głównych rolach wystąpili Tom Cruise jako William Cage (filmowy odpowiednik Keijiego Kiriyi) oraz Emily Blunt jako Rita Vrataski. Akcja została przeniesiona do Europy Zachodniej, a bitwa to ofensywa w Normandii rozpoczynająca się w porcie lotniczym Londyn-Heathrow. Zakończenie filmu znacząco różni się od oryginalnej powieści. Premiera miała miejsce 30 maja 2014.

## Film anime
Adaptacja w formie filmu anime została została zapowiedziana 13 marca 2025. Za produkcję odpowiada Warner Bros. Japan, natomiast animacją zajęło się Studio 4°C. Reżyserię powierzono Kenichirō Akimoto. Film opowiada historię z innego punktu widzenia niż oryginalna light novel i amerykańska adaptacja filmowa. Piosenką przewodnią jest „Tsuretette” w wykonaniu Akasaki. Premiera filmu odbyła się 9 czerwca 2025 podczas Międzynarodowego Festiwalu Filmów Animowanych w Annecy.
Premiera w Polsce miała miejsce 7 lipca 2025 podczas festiwalu Animator.